# Herz-Jesu-Kirche (Bad Rappenau)

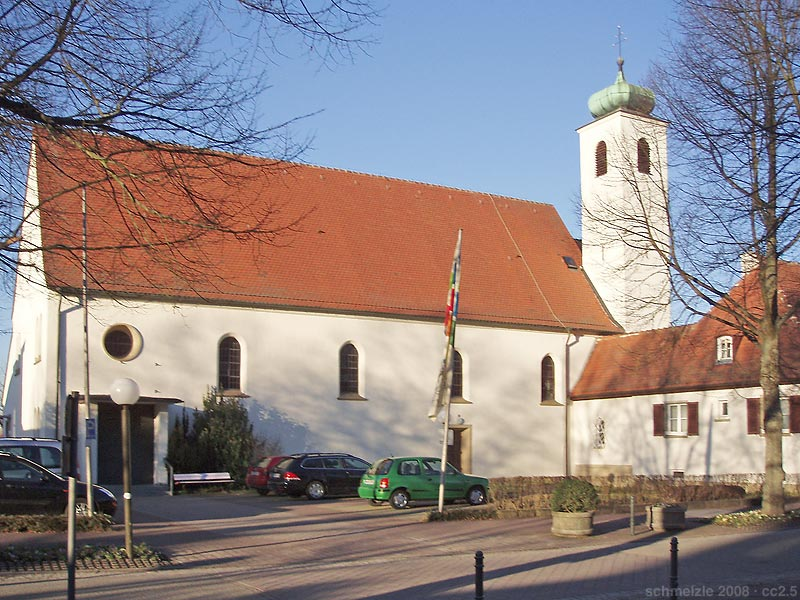
Herz-Jesu-Kirche in Bad Rappenau

Die Herz-Jesu-Kirche in Bad Rappenau ist eine katholische Kirche, die ab 1929 nach Plänen des Heidelberger Architekten Franz Sales Kuhn gebaut und 1954 unter Leitung des Architekten Anton Ohnmacht erweitert wurde.
Die Kirche gehört zur Seelsorgeeinheit Bad Rappenau / Obergimpern im Dekanat Kraichgau der Erzdiözese Freiburg.

## Kirchengeschichte
Rappenau war nach der Reformation fast vollständig evangelisch-lutherisch und blieb es auch, als der Ortsherr Sigmund von Gemmingen 1764 zum Katholizismus übertrat. Eine größere Zahl von Katholiken kam erst in den 1820er Jahren während der Errichtung der Rappenauer Saline mit katholischen Arbeitern an den Ort. 1825 gab es 20 Katholiken, 1828 bereits 80. Vor 1860 gab es bereits katholische Gottesdienste in Rappenau, danach besuchten die Rappenauer Katholiken die Kirchen in Siegelsbach und Wimpfen, bevor im Obergeschoss des Rappenauer Wasserschlosses 1896 ein katholischer Betraum eingerichtet wurde. Als Altarraum diente der anschließende Raum im Rundturm, den Gottesdienst versah der Pfarrer aus Siegelsbach. 1906 wurden ein Kirchenbaufonds und ein Kirchenbauverein gegründet, der ein Baugrundstück an der Salinenstraße vom Ortsherren zugesagt erhielt. Der Kirchenbauverein sammelte in den Folgejahren rund 30.000 Mark, die jedoch durch die Inflation nach dem Ersten Weltkrieg aufgezehrt wurden. Die Kirchenbaupläne mussten folglich zurückgestellt werden, während die Gemeinde stets weiter wuchs. 1925 gab es bereits 140 Katholiken. Der Siegelsbacher Pfarrer Alois Beuschlein, der 1926 ins Amt kam und auch für die Rappenauer Katholiken zuständig war, trieb die Kirchenbaupläne wieder energisch voran. Mit Zuschüssen der politischen Gemeinde begann schließlich 1929 auf einem von der Familie von Gemmingen geschenkten Grundstück an der Salinenstraße nach Plänen des Heidelberger Architekten Franz Sales Kuhn der Bau einer katholischen Kirche.

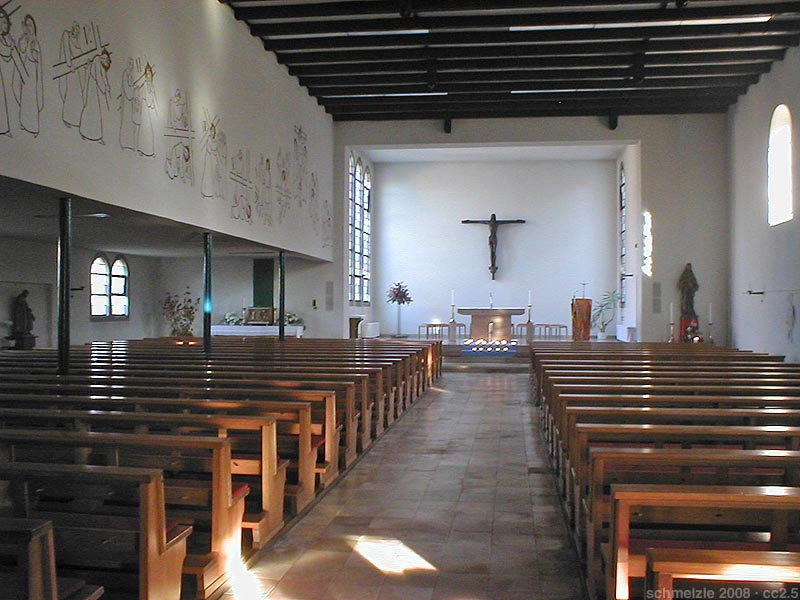
Innenansicht

Die neue Kirche wurde am 28. September 1930 eröffnet und am 25. Juni 1932 durch Weihbischof Burger aus Freiburg geweiht. Der Hochaltar wurde von Maria Elisabeth Stapp aus München gestaltet.
Die katholische Gemeinde wuchs nach dem Zweiten Weltkrieg durch den Zuzug von Heimatvertriebenen und Flüchtlingen weiter stark an. Die Zahl der Gemeindemitglieder verdreifachte sich auf 629 Personen. 1949 wurde deswegen die Pfarrkuratie Bad Rappenau errichtet, in deren Verband auch die katholischen Gemeinden in Babstadt, Treschklingen und Zimmerhof aufgenommen wurden. 1950 wurde ein Pfarrhaus neben der Kirche errichtet.
Die zu klein gewordene Kirche wurde bis 1955 unter Leitung des Architekten Ohnmacht bedeutend vergrößert. Die nördliche Obergadenwand erhielt dabei ein Sgraffito (Wanddekoration) von Franz-Valentin Hemmerle, das alle 14 Kreuzwegstationen darstellt. An der Chorwand schuf Hemmerle außerdem eine Darstellung des Gnadenstuhls, die jedoch bei einer Vereinfachung der Kirchendekoration infolge des Vatikanischen Konzils von 1963 schon wieder entfernt wurde.
Die Pfarrkuratie wurde 1959 zur eigenständigen Pfarrei erhoben. 1974 wurde ein Gemeindezentrum auf einem Nachbargrundstück erbaut.
Bei der Neuordnung der katholischen Dekanate zum 1. Mai 1976 wurde das Dekanat Kraichgau gebildet, das aus vier Pfarrverbänden besteht. Zum Pfarrverband Bad Rappenau zählen heute die Pfarrgemeinde Herz Jesu Bad Rappenau mit den Filialkirchen St. Johannes Baptist Heinsheim, St. Georg Siegelsbach und Maria Königin Hüffenhardt sowie die Pfarrgemeinde St. Cyriak Obergimpern mit Filialkirche St. Josef Untergimpern und die Pfarrgemeinde St. Margaretha Grombach mit Filialkirche St. Ägidius Kirchardt.
Im August 2013 begann eine mehrmonatige Sanierung und abermalige Erweiterung der Kirche.

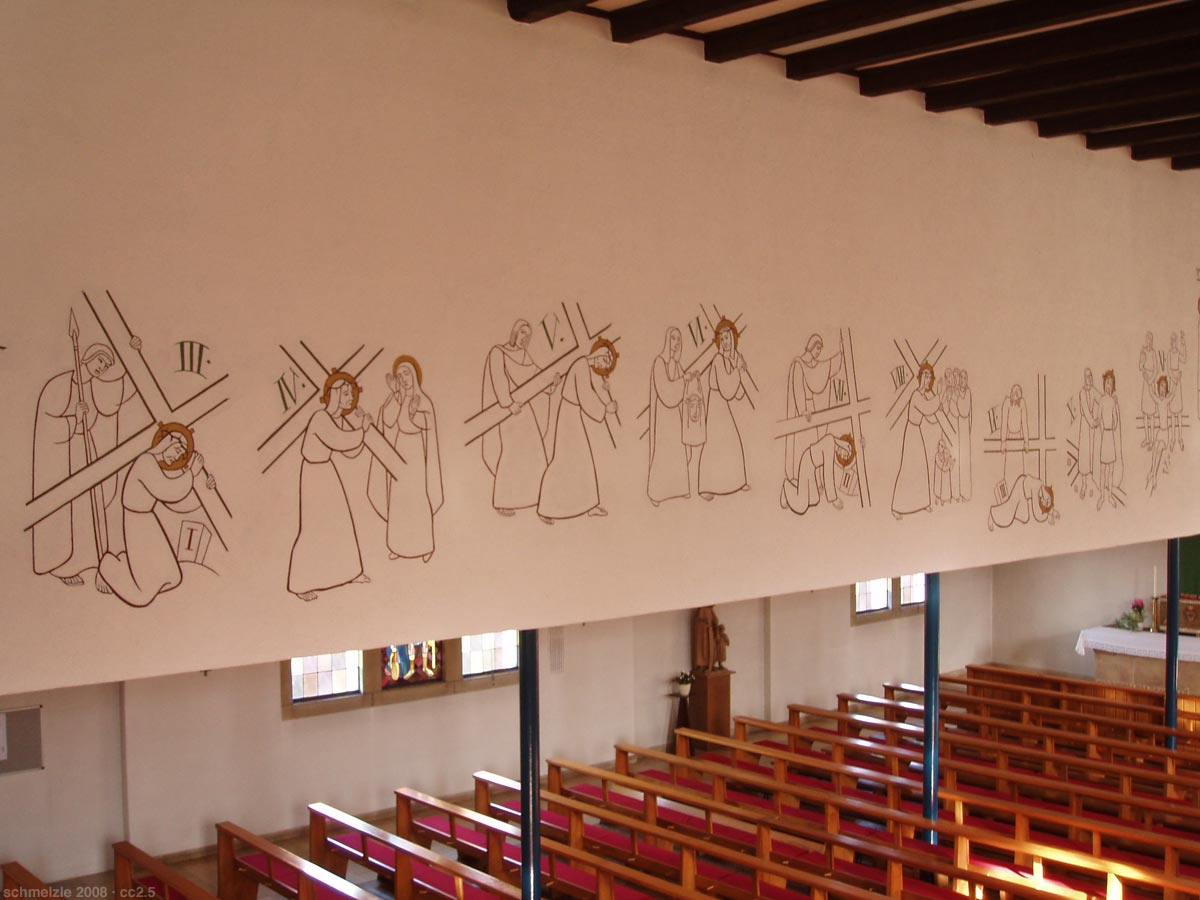
Teilansicht des Kreuzwegs
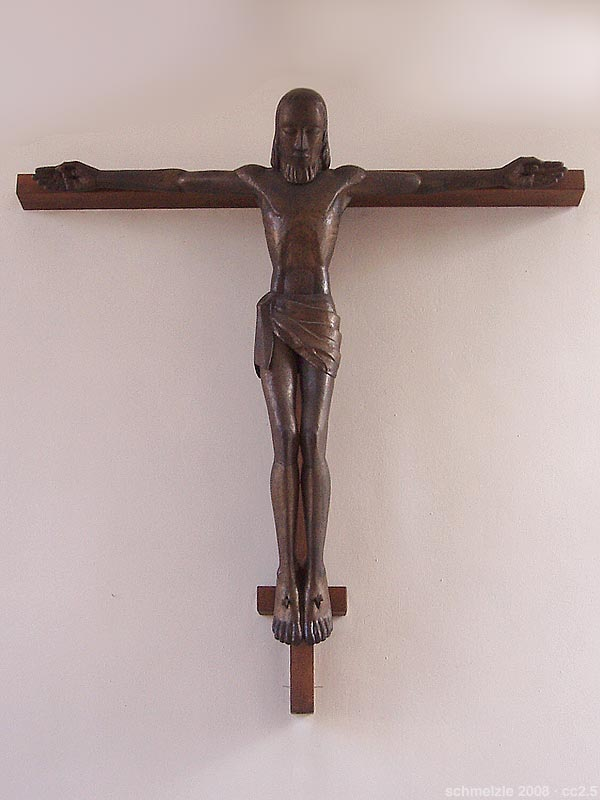
Kreuz über dem Altar
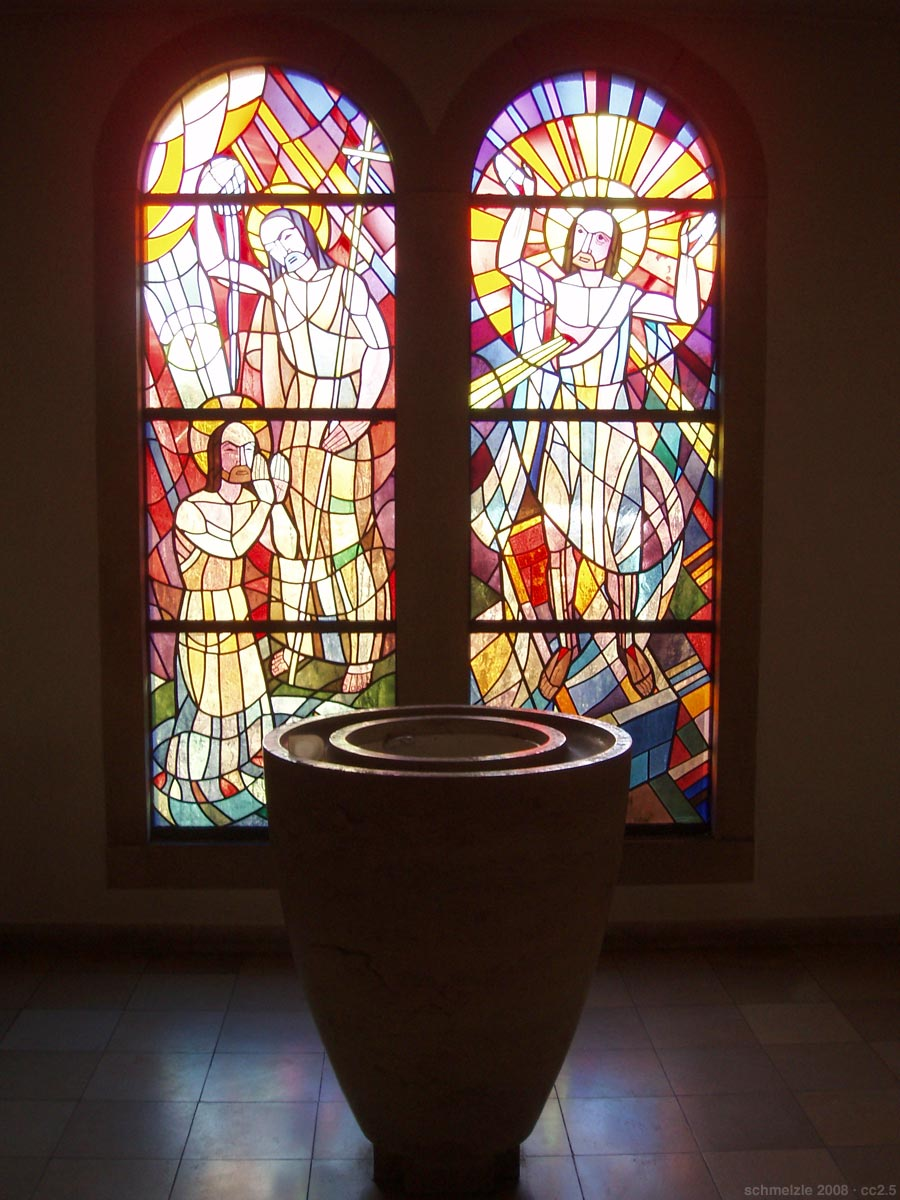
Taufbecken vor Tauffenster

## Glocken
Die Kirche verfügte anfangs über keine eigenen Glocken, stattdessen bediente man sich in den ersten Jahren der geliehenen Salinenglocke. Erst 1936 konnten zwei gebrauchte Glocken angeschafft werden, von denen jedoch eine im Zweiten Weltkrieg 1942 wieder abgeliefert werden musste. Als Ersatz für die eingeschmolzene Glocke kam die Gemeinde 1952 in den Besitz einer Leihglocke von 1592, die vormals in Stonsdorf in Niederschlesien aufgehängt war. Da die Leihglocke klanglich nicht zur bestehenden Glocke passte, ließ man die bestehende Glocke 1954 bei Friedrich Wilhelm Schilling in Heidelberg zu zwei neuen Glocken umgießen. Die größere der beiden ist mit einer Herz-Jesu-Darstellung geschmückt. Die kleinere Glocke von 1954 ist mit einem mit Mitra, Stab, Kreuz und Schwert kenntlich gemachten Hl. Bonifatius verziert. 2005 wurde das Geläut schließlich durch eine bei der Glockengießerei Bachert in Karlsruhe gegossene Glocke zur Vierstimmigkeit erweitert. Die Bronzeglocke trägt eine längere Inschrift, die an Papst Johannes Paul II., Hans und Sophie Scholl, Mutter Teresa, Kardinal József Mindszenty sowie den Priester Max Josef Metzger erinnert, und ist mit zahlreichen Symbolen geschmückt.
Das Glockengeläut der Herz-Jesu-Kirche im Überblick:
| Glocke | Name       | Gussjahr | Gießer, Gussort       | Durchmesser | Masse  | Schlagton | Inschrift                                                 |
| ------ | ---------- | -------- | --------------------- | ----------- | ------ | --------- | --------------------------------------------------------- |
| 1      | Christus   | 2006     | Bachert, Karlsruhe    | 811 mm      | 347 kg | h'-4      | (längerer Text)                                           |
| 2      | Herz Jesu  | 1954     | Schilling, Heidelberg | 715 mm      | 242 kg | cis"-1    | HERZ JESU – DU SEHNSUCHT DER SCHÖPFUNG ERBARME DICH UNSER |
| 3      | ?          | 1592     | unbekannt             | 660 mm      | 170 kg | e"-1      | VERBUM DOMINI MANET IN ETERNUM ANNO DOMINI 1592           |
| 4      | Bonifatius | 1954     | Schilling, Heidelberg | 531 mm      | 093 kg | fis"-1    | IHR SOLLT MIR ZEUGEN SEIN                                 |